# 鴨部 (さぬき市)
鴨部（かべ）は、香川県さぬき市の大字。世帯数は908世帯、人口は2,233人（2017年（平成29年）2月28日現在）。郵便番号は769-2104（長尾郵便局管区）。

## 地理
さぬき市志度地区の南東部に位置している。北で小田・鴨庄、西で志度・末、南で寒川町神前、東で津田町津田とそれぞれ接する。瀬戸内海へ北流する鴨部川付近を除いてほぼ山に囲まれており、鴨部川付近およびその東に広がる平地は稲作を中心とする農業地域である。山地では灌漑のためのため池が多く存在する。

### 河川
- 鴨部川

### 山岳
- 五瀬山

## 歴史

### 沿革
- 1890年（明治23年）2月15日 - 町村制より、寒川郡鴨部東山村と同郡鴨部中筋村が合併して鴨部村が発足。2つの旧村は大字鴨部東山・大字鴨部中筋となる。
- 1899年（明治32年）4月1日 - 郡制により、寒川郡と大内郡を合わせて大川郡が発足。
- 1954年（昭和29年） - 大字鴨部東山と大字鴨部中筋が大字東山・大字中筋とそれぞれ改称。
- 1956年（昭和31年）9月30日 - 大川郡志度町が鴨部村を編入。大字東山と大字中筋は志度町大字東山・志度町大字中筋となる。
- 1964年（昭和39年） - 大字東山と大字中筋を合わせて大字鴨部となる。
  - 統合した両大字はそれまで異なる地番区域だったため、旧大字東山の各地番に4000を可算し重複を避けた。これにより旧大字東山の区域は4001番地以降となっている。
- 2002年（平成14年）4月1日 - 志度町・長尾町・津田町・寒川町・大川町が合併してさぬき市が発足し、さぬき市鴨部となる。

## 人口
| 年                 | 世帯数 （世帯） | 人口 （人） | 出典  |
| ------------------ | --------------- | ----------- | ----- |
| 1891年（明治24年） | 643             | 3,793       | [ 2 ] |
| 1920年（大正9年）  | 644             | 3,051       | [ 2 ] |
| 1935年（昭和10年） | 603             | 3,071       | [ 2 ] |
| 1950年（昭和25年） | 699             | 3,811       | [ 2 ] |
| 1965年（昭和40年） | 637             | 3,029       | [ 2 ] |
| 2012年（平成24年） | 875             | 2,403       | [ 3 ] |
| 2017年（平成29年） | 908             | 2,233       | [ 1 ] |

## 道路
- 高松東道路（国道11号）
  - 津田寒川インターチェンジ
- 国道11号
- 香川県道37号三木津田線
- 香川県道137号大串鴨部線
- 香川県道139号富田中鴨部線
- 香川県道140号富田西鴨庄線

## 施設
- さぬき市役所鴨部出張所・鴨部ふれあいプラザ
- さぬき市立鴨部小学校
- さぬき市立鴨部幼稚園
- ひまわり保育園
- 大川広域西消防署
- 鴨部郵便局
- 香川県農業協同組合鴨部支店
- 長福寺 - 1901年（明治34年）3月27日、木造薬師如来坐像が国重要文化財として指定されている[4][5]。